# 関侊雲
関 侊雲（せき こううん、1973年〈昭和48年〉 - ）は、群馬県前橋市生まれの現代の仏師。松久朋琳・松久宗琳の孫弟子で、斎藤侊琳の弟子。関侊雲仏所、関侊雲 仏像彫刻・木彫刻学院、侊心会 仏像彫刻・木彫刻教室代表。日本木彫刻協会会長。

## 人物
東京・群馬・富山・石川・宮城・福岡の6都県、計10ヶ所で仏像彫刻・木彫刻教室を開催している。
スペシャルオリンピックス日本・東京にて木彫りプログラムを開催

## 略歴
- 1973年（昭和48年）  群馬県前橋市に生まれる。父の勇は東京唐木仏壇工芸師　。
- 1994年（平成 6年）  日展作家で仏師 斉藤侊琳に弟子入り。
- 1997年（平成 9年)   斉藤侊琳より、北陸仏像彫刻教室の講師に指名される。
- 2000年（平成12年）  年季を明け、斉藤侊琳より「侊雲」の仏師号を賜り独立する。
- 2001年（平成13年）  富山県南砺市井波に関侊雲仏所開設。
- 2007年（平成19年）  東京都目黒区中目黒・群馬県前橋市に関侊雲仏所東京仏所を開設。侊心会仏像彫刻・木彫刻教室を開催、代表に就任。
- 2010年（平成22年）　関侊雲　仏像彫刻・木彫刻学院を開校、代表に就任。初の著書「彫刻刀で作る仏像」を出版。
- 2011年（平成23年）　映画『大鹿村騒動記』の撮影のために東映より依頼を受け、仏像数体を納入。俳優の三國連太郎に彫刻の演技指導を行う。二冊目の著書「彫刻刀で楽しむ仏像」を出版。
- 2012年（平成24年）　三冊目の著書「思い通りに彫れる仏像彫刻」を出版。
- 2013年（平成25年）  日本木彫刻協会を設立、会長に就任。群馬県前橋市の天明寺に十一面観音菩薩立像を納入。四冊目の著書「続・彫刻刀で楽しむ仏像」を出版。
- 2015年（平成27年）　映画『夏美のホタル』の撮影のために映画制作会社より依頼を受け、俳優の小林薫に彫刻の演技指導を行う。五冊目の著書「人気の三種が彫れる仏像彫刻」を出版。東京都台東区上野の上野の森美術館にて第1回日本木彫刻展を開催。イタリアのミラノ国際博覧会（ミラノ万博）に聖観音菩薩立像を出展。
- 2016年（平成28年）東京都台東区上野の上野の森美術館にて第2回日本木彫刻展を開催。東京都中央区銀座のギャラリームサシにて第1回関侊雲仏所展を開催。
- 2017年（平成29年）宮城県名取市の秀麓禅斎に釈迦如来坐像を納入。東京都中央区銀座のギャラリームサシにて第2回関侊雲仏所展を開催。
- 2018年（平成30年）東京都台東区上野の上野の森美術館にて　第3回日本木彫刻展を開催。
- 2020年（令和2年）六冊目の著書「細部を美しく仕上げる 仏像彫刻 表情・頭部・手・足」を出版。群馬県前橋市の天明寺様に軍荼利明王像を納入。
- 2021年（令和3年）富山県富山市の全勝寺様に釈迦如来坐像を納入。
- 2022年（令和4年）富山県富山市の全勝寺様に四菩薩像を納入。
- 2023年（令和5年）NHK大河ドラマ「どうする家康」の撮影の為にNHKより依頼を受け、ドラマ内で使用する彫刻作品を納入し、俳優の松本潤に1年間、彫刻の演技指導を行う。
- 2024年（令和６年）映画「かくしごと」にて俳優の奥田瑛二、中須翔真の演技指導及び作中使用仏像作品提供。

## 著書
- 「彫刻刀で作る仏像 入門編」2010年　株式会社スタジオタッククリエイティブ発行
- 「彫刻刀で楽しむ仏像 弥勒菩薩・薬師如来」2011年 株式会社スタジオタッククリエイティブ発行
- 「思い通りに彫れる仏像彫刻 上達のポイント」2012年　メイツ出版株式会社発行
- 「続・彫刻刀で楽しむ仏像　釈迦如来・聖観音菩薩」 2013年　株式会社スタジオタッククリエイティブ発行
- 「人気の三種が彫れる 仏像彫刻 上達のポイント」2015年　メイツ出版株式会社発行
- 「よくわかる 仏像彫刻」思い通りに彫る55のコツ (コツがわかる本!) 2017/07　メイツ出版
- 「よくわかる仏像 入門編」増補・改訂版　2018年　株式会社スタジオタッククリエイティブ
- 「細部を美しく仕上げる 仏像彫刻 表情・頭部・手・足」2020年　株式会社スタジオタッククリエイティブ